# Незгоде и инциденти Аерофлота 1980-их
Следи списак незгода и инцидената које је Аерофлот доживео 1980-их година. Најсмртоноснији догађај који се десио током деценије био је у августу 1979. године, када се Тупољев Ту-154Б-2, срушио у близини Учкудука, у Узбечкој ССР, усмртивши свих 200 особа у авииону. Друга најсмртоноснија несрећа у деценији десила се у октобру 1984. године, када је Тупољев Ту-154Б-1 ударио у снежне сметове приликом слетања на аеродрому Омск, услед чега је страдало 174 од 179 особа у авиону и 4 особа на аеродрому.
Током ове деценије било је 15 смртних несрећа у којима је погинуло више од 50 људи. Укупан број смртних случајева током деценије порастао је на 2.092. Када се ове цифре упореде с онима из претходне деценије, број погинулих у авионима Аерофлота мањи је за 1450. Већина смртоносних незгода десила се у границама Совјетског Савеза. Невољност совјетске владе за јавно признавање појава таквих догађаја може довести до тога да су ове бројке биле и веће, јер су фатални догађаји били признати само када је било странаца у срушеном авиону, када се незгода догодила у иностранству или су дошли до информација из неких разлога.‍:32–34
Током ове деценије отписан је 201 авион, међу којима су 8 Антонов Ан-12, 93 Антонов Ан-2, 10 Антонов Ан-24, 8 Антонов Ан-26, 1 Антонов Ан-28, 8 Иљушин Ил-14, 2 Иљушин Ил-62, 1 Иљушин Ил-76, 19 Лет Л-410, 1 Тупољев Ту-104, 15 Тупољев Ту-134, 14 Тупољев Ту-154, 19 Јаковљев Јак-40 и 2 Јаковљев Јак-42.

## Листа
| Датум               | Локација                   | Авион     | Регистрација авиона | Дивизија авиона        | Штета на авиону | Фаталност | Опис | Реф.                    |
| ------------------- | -------------------------- | --------- | ------------------- | ---------------------- | --------------- | --------- | --- | ----------------------- |
| 1. март 1980.       | Оренбург                   | Tу-154A   | CCCP-85103          | Западни Сибир          | Отписан         | 0/161     | Тешко слетање на аеродрому Оренбург. | [ 3 ]                   |
| 3. април 1980.      | Непознато                  | Aн-2      | CCCP-16027          | Јакутија               | Отписан         | Непознато | Срушио се у шуми. | [ 4 ]                   |
| 13. април 1980.     | Карско море                | Aн-2T     | CCCP-62479          | Јакутија               | Отписан         | Непознато | И труп и крила претрпели су оштећења када је авион извео тешко слетање на својим скијама. | [ 5 ]                   |
| 14. април 1980.     | Краснојарск                | Aн-24Б    | CCCP-47732          | Краснојарск            | Отписан         | 2/50      | Срушио се током принудног слетања, услед лома на стајном трапу убрзо након полетања са аеродрома Краснојарск. Авион је превозио путнике на линији Краснојарск-Јенисејск. | [ 6 ]                   |
| 18. април 1980.     | Аеродром Биково            | Aн-24Б    | CCCP-46220          | Централни              | Отписан         | 0/47      | Срушио се приликом полетања. Авион није успео да постигне висину приликом полетања, након чега је ударио у бетонски зид, прешао аутопут и ударио у зграде и запалио се. Посада није подесила закрилца за полетање. Превозио је путнике на линији Москва-Уљановск. | [ 7 ] [ 8 ]             |
| 12. јун 1980.       | У близини Душанбеа         | Јак-40    | CCCP-87689          | Таџичка ССР            | Отписан         | 29/29     | Авион је превозио путнике на линији Лењинабад–Душанбе када је скренуо са руте и срушио се у планинском подручју 44 километра северозападно од аеродрома Душанбе. | [ 9 ] [ 10 ] [ 11 ]     |
| 8. јул 1980.        | Aлмa-Aтa                   | Tу-154Б-2 | CCCP-85355          | Казашка ССР            | Отписан         | 163/163   | Срушио се убрзо након полетања са аеродрома Алма-Ата услед губитка ваздушне брзине због налета топлотних струја на које је наишао током пењања. Авион је превозио путнике на линији Алма-Ата–Симферопољ. | [ 10 ] [ 12 ] [ 13 ]    |
| 18. јул 1980.       | Архангељск                 | Јак-40    | CCCP-87793          | Архангељск             | Отписан         | 0         | Слетео је у близини Архангељска након што су мотори престали са радом приликом прилаза аеродрому. | [ 14 ] [ 15 ]           |
| 15. септембар 1980. | Березник                   | Ил-14П    | CCCP-41831          | Архангељск             | Отписан         | 0/20      | Срушио се услед дејства асиметричних струја приликом прилаза аеродрому Березник. | [ 16 ]                  |
| 8. октобар 1980.    | Чита                       | Tу-154Б-2 | CCCP-85321          | Далеки исток           | Отписан         | 0/184     | Летећи из Барнаула, авион је прилазио аеродрому Чита испод ИЛС-а. Реп се одломио као последица маневарског зарањања, а стајни трап је такође претрпео оштећење. | [ 17 ]                  |
| 28. октобар 1980.   | Кабул                      | Aн-12Б    | CCCP-11104          | Међународни            | Отписан         | 6/6       | Летео је на последњој деоници међународне линије Софија–Минералније Води–Ташкент–Кабул када се срушио на планинском терену, након што се авион спустио испод минималне сигурносне висине услед лошег времена, приликом прилаза аеродрома Кабул. | [ 18 ]                  |
| 6. јануар 1981.     | Сочи                       | Tу-134A   | CCCP-65698          | Летонска ССР           | Отписан         | 0         | Квар кочионог система приликом слетања на аеродрому Сочи. | [ 19 ]                  |
| 7. фебруар 1981.    | Лењинград                  | Tу-104A   | CCCP-42332          | Непознато              | Отписан         | 51/51     | Срушио се и запалио убрзо након полетања са аеродрома Пушкин, око 20 километра јужно од Лењинграда. Летео је за Хабаровск, током лета за потребе Совјетске ратне морнарице. Као узрок несреће наводи се неравномерна расподела путника на седиштима, као и терета који није правилно осигуран у товарном простору због чега се померао током полетања. Комбинација оба ефекта ставила је тежиште авиона изван његових сертификованих граница. На броду су били високи официри Пацифичке флоте. | [ 20 ] [ 22 ]           |
| 12. фебруар 1981.   | Станица Кренкел            | Ил-14T    | CCCP-04188          | Централни              | Отписан         | 2/13      | Док су се приближавали, посада је два пута изгубила из вида светла за писту. Летелица је слетела поред писте у дубоком снегу. Авион је превозио путнике на нередовној линији Мјачково–Средње полуострво–Станица Кренкел. | [ 24 ]                  |
| 18. фебруар 1981.   | Непознато                  | Л-410M    | CCCP-67273          | Јакутија               | Отписан         | Непознато | Уништен од пожара који је избио у пилотској кабини. | [ 25 ]                  |
| 28. април 1981.     | Лазо                       | Aн-2TП    | CCCP-92864          | Јакутија               | Отписан         | 12/12     | Почео је да губи висину након што је улетео у снежну олују, ударио је у планину. Превозио је путнике на линији Батагај-Лазо. | [ 26 ]                  |
| 3. мај 1981.        | Восход                     | Aн-2Р     | CCCP-70836          | Азербејџанска ССР      | Отписан         | 2/3       | Током прскања усева за државно пољопривредно газдинство "Руно", пилот је изгубио контролу током оштрог скретања током неовлашћеног лета. Летелица се срушила у шумском појасу. У авиону је било двоје путника, а пилот је био неискусан у пољопривредним операцијама и такође није имао дозволу за летове прскања усева. | [ 27 ]                  |
| 21. мај 1981.       | Непознато                  | Aн-2      | CCCP-35198          | Јакутија               | Отписан         | Непознато | Срушио се у шуми. | [ 28 ]                  |
| 7. јун 1981.        | Ворошилковград област      | Aн-2Р     | CCCP-02357          | Украјинска ССР         | Отписан         | 0         | Срушио се током неовлашћеног лета. | [ 29 ]                  |
| 13. јун 1981.       | Братск                     | Ту-154    | CCCP-85029          | Москва                 | Отписан         | 0         | Прекорачио писту при слетању на аеродром Братск. | [ 30 ]                  |
| 13. јун 1981.       | Салдус                     | Aн-2Р     | CCCP-07712          | Летонска ССР           | Отписан         | 2/2       | Ударио у нафтно складиште након губитка висине због квара мотора, приликом чега се запалио. | [ 31 ]                  |
| 14. јун 1981.       | Уст-Баргузин               | Ил-14M    | CCCP-41838          | Источни Сибир          | Отписан         | 48/48     | Авион је превозио путнике на линији Улан Уде–Северомујск. Планирани курс напуштен је због лошег времена, а посада је авионом кренула према Уст-Баргузину. Срушио се на планинском терену, 30 километара југозападно од нове дестинације. Овај судар је најгора несрећа у којој је учествовао модел авиона Ил-14. | [ 32 ] [ 33 ]           |
| 28. јун 1981.       | Симферопољ                 | Tу-134A   | CCCP-65871          | Украјинска ССР         | Отписан         | 0         | Приликом слетања на аеродрому Симферопољ авиону пукла гума, након чега су крхотине пробиле резервоар што је довело до пожара. | [ 34 ]                  |
| 15. јул 1981.       | Бодајбо                    | Aн-2T     | CCCP-01883          | Источни Сибир          | Отписан         | 0         | Оштећен при слетању. | [ 35 ]                  |
| 30. јул 1981.       | Чимкент област             | Aн-2Р     | CCCP-07422          | Казашка ССР            | Отписан         | 0         | Пилот је нехотице угасио мотор током полетања и извршено је присилно слетање. | [ 36 ]                  |
| 1. август 1981.     | Острво Утичи               | Ил-14M    | CCCP-91517          | Магадан                | Отписан         | 11/11     | Срушио се на терен у лошим условима видљивости док је био на лету Магадан–Комсомољск на Амуру. | [ 37 ]                  |
| 24. август 1981.    | У близини Завитинска       | Aн-24РВ   | CCCP-46653          | Далеки исток           | Отписан         | 37        | Сударио се са авионом Совјетског ратног ваздухопловства Ту-16К. Авион је летео на линији Комсомољск на Амуру –Благовјешченск са 27 путника и 5 чланова посаде, када се сударио са војном летелицом, која је имала 6 путника на висини од 5.200 метара, отприлике 70 километара источно од Завитинска. Један путник Ан-24 преживео је несрећу. | [ 38 ] [ 39 ]           |
| 29. август 1981.    | Зеја                       | Јак-40    | CCCP-87346          | Далеки исток           | Отписан         | 3/34      | Ударио у врхове дрвећа када се спустио испод ИЛС-а на прилазу аеродрому Зеја током лошег времена, срушио се и запалио. Авион је превозио путнике на линији Иркутск–Чита–Зеја–Благовешченск. | [ 40 ] [ 41 ]           |
| 8. септембар 1981.  | Аеродром Ташкент           | Tу-154Б-2 | CCCP-85448          | Урал                   | Отписан         | 0         | Запалио се током доливања горива. | [ 42 ]                  |
| 9. септембар 1981.  | Наманганска област         | Aн-2Р     | CCCP-07601          | Приволжск              | Отписан         | 0         | Мотор се покварио током прскања усева и извршено је присилно слетање. | [ 43 ]                  |
| 13. септембар 1981. | Саратов                    | Aн-2Р     | CCCP-32475          | Приволжск              | Отписан         | 0         | Слетео је на неприкладном терену. | [ 44 ]                  |
| 16. септембар 1981. | Булунски рејон             | Aн-2TП    | CCCP-40523          | Јакутија               | Отписан         | 0/2       | Слетео је на мекој подлози и насанкао се, разбијајући мотор. | [ 45 ]                  |
| 18. септембар 1981. | Жељезногорск Илимски       | Јак-40    | CCCP-87455          | Источни Сибир          | Отписан         | 40        | Авион је летео на линији Икутск–Жељезногорск Илимски када се у облацима сударио са хеликоптером Ми-8 (CCCP-22268) 11 километара од одредишта. Сви путници из обе летелице су погинули. Узрок је приписан грешкама АКЛ-а. | [ 46 ] [ 47 ]           |
| 16. новембар 1981.  | Нориљск                    | Tу-154Б-2 | CCCP-85480          | Краснојарск            | Отписан         | 99/167    | Стекао је прекомерну вертикалну брзину и спустио се испод ИЛС-а на прилазу аеродрому Нориљск, долазивши из Краснојарска, срушивши се неких 500 метара испред писте. | [ 48 ] [ 49 ]           |
| 26. новембар 1981.  | Уст-Кулом                  | Aн-2П     | CCCP-01808          | Комија                 | Отписан         | 15/15     | Авион Aн-2П превозио је путнике на линији Уст-Кулом–Сиктивкар када се сударио са авионом Aн-2TП. Сударили су се на висини од 200 метара у облачном окружењу, 12 километара од Уст-Кулома. Авион Aн-2П срушио се у шуми приликом чега су погинули сви путници, док је други CCCP-40564 слетео безбедно, претрпевши само штету на једном крилу. | [ 50 ] [ 51 ] [ 52 ]    |
| 26. новембар 1981.  | Уст-Кулом                  | Aн-2TП    | CCCP-40564          | Комија                 | Поправљен       | 0/15      | Авион Aн-2П превозио је путнике на линији Уст-Кулом–Сиктивкар када се сударио са авионом Aн-2TП. Сударили су се на висини од 200 метара у облачном окружењу, 12 километара од Уст-Кулома. Авион Aн-2П срушио се у шуми приликом чега су погинули сви путници, док је други CCCP-40564 слетео безбедно, претрпевши само штету на једном крилу. | [ 50 ] [ 51 ] [ 52 ]    |
| 6. децембар 1981.   | Аеродром Шереметјево       | Ил-62M    | CCCP-86508          | Међународни            | Отписан         | 0         | Запалио се због кратког споја у електричном систему и изгорео је док је био паркиран. | [ 53 ]                  |
| 18. децембар 1981.  | Депутатски                 | Aн-2TП    | CCCP-92858          | Магадан                | Отписан         | 0         | Након поласка са аеродрома Чокурдах, посада је скренула са руте током лета по лошем времену. Авиону је на крају понестало горива и слетео је 13 километара од Депутатског. | [ 54 ]                  |
| 23. децембар 1981.  | Јенисејск                  | Aн-26     | CCCP-26505          | Краснојарск            | Отписан         | 2         | Срушио се приликом лошег слетања на аеродрому Јенисејск. | [ 55 ]                  |
| 7. јануар 1982.     | Геленџик                   | Л-410M    | CCCP-67290          | Грузијска ССР          | Отписан         | 18/18     | Срушио се на брдо у близини Геленџика под неутврђеним околностима. | [ 56 ]                  |
| 16. јануар 1982.    | Шевченко                   | Јак-40    | CCCP-87902          | Казашка ССР            | Отписан         | 0/3       | Слетео на труп авиона након нестанка горива. | [ 57 ]                  |
| 10. фебруар 1982.   | Јакутск                    | Л-410M    | CCCP-67237          | Јакутија               | Отписан         | 0/0       | Док је стајао на аеродромској рампи, вероватно на аеродрому Јакутск, ударио га је модел авиона Ан-2 који је вршио тестирање мотора. | [ 58 ]                  |
| 11. април 1982.     | Непознато                  | Aн-2T     | CCCP-62489          | Јакутија               | Отписан         | Непознато | Срушио се у залеђено језеро. | [ 59 ]                  |
| 24. април 1982.     | Нови Уренгој               | Aн-12Б    | CCCP-11107          | Међународни            | Отписан         | 0/7       | align=center\| |                         |
| 7. мај 1982.        | Таштагол                   | Aн-2      | CCCP-02183          | Западни Сибир          | Отписан         | 5/5       | Авион је наишао на лоше временске услове током последње деонице лета на линији Кемерово – Новокутнетск – Таштагол. Авион је одступио 8 километара улево од руте лета и ударио у бок планине Пустаг на висини од 1.050 метара. | [ 61 ]                  |
| 11. мај 1982.       | Спутендорф                 | Aн-2Р     | CCCP-07399          | Украјинска ССР         | Отписан         | 0         | Срушио се због квара мотора. | [ 62 ] [ 63 ]           |
| 31. мај 1982.       | Дњепропетровск             | Јак-40    | CCCP-87485          | СеверниКавказ          | Отписан         | 0/35      | Прекорачио писту на аеродрому Дњепропетровск. | [ 64 ]                  |
| 3. јун 1982.        | Полевој                    | Aн-2Р     | CCCP-40736          | Далеки исток           | Отписан         | 0         | Срушио се током неовлашћеног лета. | [ 65 ]                  |
| 4. јун 1982.        | Двојиновски                | Aн-2Р     | CCCP-62640          | Литванска ССР          | Отписан         | 0         | Сломљено током прскања усева. | [ 66 ]                  |
| 11. јун 1982.       | Полтавскаја                | Aн-2Р     | CCCP-56431          | Северни Кавказ         | Отписан         | 0         | Сударио се са камионом који је превозио гориво. | [ 67 ]                  |
| 28. јун 1982.       | Мозир                      | Јак-42    | CCCP-42529          | Лењинград              | Отписан         | 132/132   | Срушио се у близини Мозира, због пуцања вијка на [[Хоризонтални реп\|хоризонталном репу услед замора материјала. Авион је превозио путнике на линији Лењинград-Кијев. | [ 68 ]                  |
| 6. јул 1982.        | Москва                     | Ил-62M    | CCCP-86513          | Међународни            | Отписан         | 90/90     | Видљиви квар оба мотора на левом крилу настао је тренутак након што је авион полетео у ваздух, на шта указују и пожарни аларми у пилотској кабини. Оба мотора су угашена. Упркос покушајима посаде да одржи висину, авион је изгубио висину и срушио се 11,4 километра северно од аеродрома Шереметјево. Превозио је путнике на међународној линији Москва–Дакар. Касније је откривено да су пожарни аларми били лажни.                                                                        | [ 69 ] [ 70 ]           |
| 16. јул 1982.       | Јакутија                   | Aн-2      | CCCP-15970          | Јакутија               | Отписан         | 0/3       | Током лета од језера Бољшоје Токо до реке Учур, пилот је извршио неовлашћено слетање на на реци Алдома (90 километара северно од језера Бољшоје Токо) како би спустио двоје путника. Авион није успео да достигне висину током полетања, а точкови су додирнули воду. Авион се срушио у реци. | [ 71 ]                  |
| 14. август 1982.    | Сухуми                     | Tу-134A   | CCCP-65836          | Грузијска ССР          | Отписан         | 0         | Обе летелице учествовале су у судару на аеродрому Бабушара, када је приликом полетања Ту-134 ударио у Л-410М који је тек слетео на писту са 11 особа у авиону. У несрећи су погинули сви путници авиона Л-410М. | [ 72 ] [ 73 ]           |
| 14. август 1982.    | Сухуми                     | Л-410M    | CCCP-67191          | Грузијска ССР          | Отписан         | 11/11     | Обе летелице учествовале су у судару на аеродрому Бабушара, када је приликом полетања Ту-134 ударио у Л-410М који је тек слетео на писту са 11 особа у авиону. У несрећи су погинули сви путници авиона Л-410М. | [ 72 ] [ 73 ]           |
| 19. август 1982.    | Дно                        | Aн-2Р     | CCCP-70446          | Лењинград              | Отписан         | 0         | Срушио се на терен током лета на малој висини по лошем времену. | [ 74 ]                  |
| 9. септембар 1982.  | Харезм                     | Aн-2Р     | CCCP-62663          | Украјинска ССР         | Отписан         | 0/2       | Принудно је слетео у област Хорезма након губитка снаге, сударајући се са насипом приликом чега се запалио. Авион је обављао мисију прскања усева. | [ 75 ]                  |
| 9. септембар 1982.  | Имишлински рејон           | Aн-2Р     | CCCP-70563          | Азербејџанска ССР      | Отписан         | 0         | Мотор се покварио током прскања усева и извршено је присилно слетање. | [ 76 ]                  |
| 28. септембар 1982. | Чимкент                    | Aн-2Р     | CCCP-44628          | Казашка ССР            | Отписан         | 0         | Прекорачите писту приликом слетања. | [ 77 ]                  |
| 29. септембар 1982. | Луксембург                 | Ил-62M    | CCCP-86470          | Међународни            | Отписан         | 7/77      | Доживео је квар у једном од покретача притиска приликом полетања на аеродрому Финдел, услед чега је летелица отишла удесно и ударала у зграду, клизнула низ бедем и на крају се зауставила 2.200 метара од писте. Авион је превозио путнике на међународној линији Москва–Луксембург–Хавана–Лима. | [ 70 ] [ 78 ]           |
| 18. новембар 1982.  | Дњепропетровска област     | Aн-2Р     | CCCP-54883          | Украјинска ССР         | Отписан         | 0         | Непознато | [ 79 ]                  |
| 16. децембар 1982.  | Саханскиј                  | Aн-24Б    | CCCP-46567          | Централни              | Отписан         | 0         | Док су се из Кијева налазили на путу за Одесу, инсталација у пилотској кабини се запалила и напунила кабину димом. Посада се почела спуштати и покушала је угасити пожар. Отворен је отвор на пилотској кабини, али је посади и даље било тешко читати инструменте. Слетање на точковима у пољу извршено је око осам минута након што је пожар почео. | [ 80 ]                  |
| 23. децембар 1982.  | Ростов на Дону             | Aн-26     | CCCP-26627          | Туркменска ССР         | Отписан         | 16/16     | Авион је превозио терет на линији Сухуми–Ростов на Дону–Красноводск. Срушио се и изгорео у пожару убрзо након полетања са аеродрома Ростов на Дону, након што је ударио у дрвеће током почетног успона. Авион је био преоптерећен. | [ 81 ]                  |
| 7. фебруар 1983.    | Преображенскаја рејон      | Aн-2TП    | CCCP-32320          | Северни Кавказ         | Отписан         | 0         | Срушио се након што је наишао на лоше време. | [ 82 ]                  |
| 23. фебруар 1983.   | Черкази област             | Aн-2Р     | CCCP-84571          | Украјинска ССР         | Отписан         | 0         | Срушио се. Копилот је управљао командама док је пилот био у товарном простору. | [ 83 ]                  |
| 29. март 1983.      | Поти                       | Л-410M    | CCCP-67190          | Грузијска ССР          | Отписан         | 6/18      | Дошло је до квара на једном од мотора одмах након полетања са аеродрома Поти. Упркос покушају принудног слетања, авион се срушио на падину брда. Превозио је путнике на линији Поти–Сухуми. | [ 84 ] [ 85 ]           |
| 12. април 1983.     | Аеродром Минск-1           | Aн-26     | CCCP-26686          | Белоруска ССР          | Отписан         | 0/5       | Током прилаза аеродрому Минск-1, авион је долазио превисоко и пребрзо. Пилот је наставио прилаз и летелица је снажно слетела, одскочила је три пута од писту и претрпела озбиљну штету. Превозио је терет на линији Рига–Минск. | [ 86 ]                  |
| 19. април 1983.     | Ленинакан                  | Јак-40    | CCCP-87291          | Јерменска ССР          | Отписан         | 21/21     | Скренуо са руте током лета из Наљчика за Ленинакан. Срушио се у планину 41 километар од аеродрома Ленинакан након покушаја слетања. | [ 87 ] [ 88 ]           |
| 30. април 1983.     | Цесис                      | Aн-2Р     | CCCP-62646          | Летонска ССР           | Отписан         | 0         | Срушио се након удара у високонапонски далековод. | [ 89 ]                  |
| 4. мај 1983.        | Каунас                     | Aн-2Р     | CCCP-35637          | Литванска ССР          | Отписан         | 0         | Отписано након пожара током лета у пилотској кабини. | [ 90 ]                  |
| 9. мај 1983.        | Тавил-Дара                 | Aн-2TП    | CCCP-02515          | Таџичка ССР            | Отписан         | 0         | Тешко слетање након квара мотора. | [ 91 ]                  |
| 11. мај 1983.       | Благодарноје               | Aн-2Р     | CCCP-70057          | Казашка ССР            | Отписан         | 0         | Улетео у јато птица, због чега се мотор угасио јер је птица зачепила усисни ваздух. Извршено је присилно слетање. | [ 92 ]                  |
| 15. мај 1983.       | Кубитет                    | Aн-2Р     | CCCP-02877          | Западни Сибир          | Отписан         | 0         | Ударио у дрвеће и срушио се током прскања усева. | [ 93 ]                  |
| 25. мај 1983.       | Шијајски                   | Aн-2Р     | CCCP-62626          | Северни Кавказ         | Отписан         | 0         | Ударио у високонапонски далековод и срушио се током прскања усева. | [ 94 ]                  |
| 17. јун 1983.       | Гали                       | Tу-134A   | CCCP-65657          | Јерменска ССР          | Отписан         | 0         | Улетео у зону јаких турбуленција на лету из Лавова за Јереван, изнад Галија. Авион је слетео безбедно, мада је отписан због превеликих напрезања кроз која је прошао. | [ 95 ]                  |
| 29. јун 1983.       | Казарман                   | Јак-40    | CCCP-87808          | Киргиска ССР           | Отписан         | 0         | Срушио се у близини Казармана након што је налетео на јаке ветрове на свом лету. | [ 96 ]                  |
| 4. јул 1983.        | Местија                    | Aн-2T     | CCCP-05667          | Грузијска ССР          | Отписан         | 0         | Авион је ушао у велике турбуленције. Посада није била у стању да одржи контролу и авион се срушио. | [ 97 ]                  |
| 5. јул 1983.        | Аеродром Пулково           | Tу-134    | Непознато           | Непознато              | Непознато       | 1         | Авион, вероватно Тупољев Ту-134, отет је на лету за Талин од стране два човека. Један отмичар рекао је стјуардеси да је у авиону бомба и да ће је други отмичар активирати уколико не одлете у Осло или Лондон. Договорили су да слете у Котки, у Финској, како би досипали гориво али је авион слетео у Лењинграду. Отмичари су схватили да су преварени и један је викао на другог да разнесе авион. Безбедоносни тим је ушао у авион и убили су једног отмичара, а другог ухапсили.         | [ 98 ]                  |
| 20. јул 1983.       | Харковска област           | Aн-2Р     | CCCP-70520          | Украјинска ССР         | Отписан         | 0         | Непознато | [ 99 ]                  |
| 5. август 1983.     | Кослан                     | Aн-2TП    | CCCP-91768          | Комија                 | Отписан         | Непознато | Мотор је отказао услед недостатка горива и извршено је принудно слетање. | [ 100 ]                 |
| 12. август 1983.    | Одеска област              | Aн-2Р     | CCCP-07697          | Украјинска ССР         | Отписан         | 0         | Срушио се због преоптерећења. | [ 101 ]                 |
| 30. август 1983.    | У близини Алма-Ате         | Tу-134A   | CCCP-65129          | Приволжск              | Отписан         | 90/90     | Авион је био на последњој деоници лета Казањ–Чељабинск–Алма-Aта, када се приликом преурањеног спуштања срушио на планински терен, приликом прилаза аеродрому Алма-Ата. | [ 102 ] [ 103 ] [ 104 ] |
| 19. октобар 1983.   | Војна база Канск           | Л-410УВП  | CCCP-67315          | Краснојарск            | Отписан         | 0         | Долазећи из Краснојарска, посада је због лошег времена одлучила да слети на војни аеродром Канск уместо на цивилни. Авион је слетео по лошем времену и спустио се на писту прекасно, прекорачио је и ударио у препону. | [ 105 ]                 |
| 18. новембар 1983.  | Тбилиси                    | Tу-134A   | CCCP-65807          | Грузијска ССР          | Отписан         | 8         | Авион је отет док је превозио путнике на линији Тбилиси–Лењинград. Отмичари су покушали да упадну у пилотску кабину, али је посада успела насилним маневрима да спусти авион на аеродрому Тбилиси. Током слетања није било жртава. Безбедоносни тим ушао је у авион и у пуцњави су настрадала 3 отмичара и 5 путника. Авион је отписан услед деформација које је претрпео током оштрих маневара посаде.                                                                                        | [ 106 ]                 |
| 24. децембар 1983.  | Лешуконскоје               | Aн-24РВ   | CCCP-46617          | Архангељск             | Отписан         | 44/49     | Авион је превозио путнике на линији Архангељск– Лешуконскоје. Срушио се испред писте током неуспешно изведеног слетања. | [ 107 ] [ 108 ]         |
| 1984.               | Минск                      | Tу-134A   | CCCP-65095          | Белоруска              | Отписан         | 0/0       | Уништен од пожара у објекту за одржавање на аеродрому Минск-1. | [ 109 ]                 |
| 28. јануар 1984.    | Ижевск                     | Aн-24РВ   | CCCP-47310          | Урал                   | Отписан         | 4/53      | Срушио се на аеродрому Ижевски током покушаја слетања услед квара на елеватору. Превозио је путнике на линији Кујбишев-Ижевск. | [ 110 ]                 |
| 11. фебруар 1984.   | Куенка Сул                 | Aн-12     | Непознато           | Непознато              | Отписан         | Непознато | Оборили су га побуњеници. | [ 111 ]                 |
| 23. фебруар 1984.   | Тикси                      | Aн-2T     | CCCP-44910          | Јакутија               | Отписан         | 0/0       | Оштећен у олуји док је био паркиран на аеродрому Тикси. | [ 112 ]                 |
| 6. мај 1984.        | Староје Жоково             | Aн-2M     | CCCP-05918          | Централни              | Отписан         | Непознато | Срушио се током прскања усева услед квара елеватора. | [ 113 ]                 |
| 21. мај 1984.       | Ворошиловградска област    | Aн-2Р     | CCCP-07293          | Украјинска ССР         | Отписан         | 0         | Срушио се током прскања усева. | [ 114 ]                 |
| 16. јун 1984.       | Одеска област              | Aн-2Р     | CCCP-02528          | Украјинска ССР         | Отписан         | 0         | Срушио се приликом полетања након удара у јато птица. | [ 115 ]                 |
| 21. јун 1984.       | Сиваковка                  | Aн-2Р     | CCCP-09612          | Далеки исток           | Отписан         | 0         | Ударио је у јато птица услед чега је мотор отказао јер је био зачепљен усис ваздуха. Извршено је принудно слетање. | [ 116 ]                 |
| 4. јул 1984.        | Аеродром Чуљман            | Л-410M    | CCCP-67276          | Јакутија               | Отписан         | 0         | Тешко слетање, носни део авиона је ударио у писту. | [ 117 ]                 |
| 5. јул 1984.        | Кустанајска област         | Aн-2Р     | CCCP-02878          | Урал                   | Отписан         | 3/3       | Авион се срушио током прскања усева након што је пијана посада изводила акробације. | [ 118 ]                 |
| 14. јул 1984.       | Краснодарска Покрајина     | Aн-2Р     | CCCP-40827          | Северни Кавказ         | Отписан         | 2/3       | Срушио се током прскања усева. | [ 119 ]                 |
| 23. јул 1984.       | Пуња                       | Aн-2Р     | CCCP-01712          | Краснојарск            | Отписан         | 0         | Срушио се убрзо након полетања, након удара јаких ветрова. | [ 120 ]                 |
| 24. јул 1984.       | Красноселкап               | Aн-26Б    | CCCP-26009          | Тјумењ                 | Отписан         | 0         | Прекорачио писту приликом слетања. | [ 121 ]                 |
| 24. јул 1984.       | Лазурноје                  | Aн-2T     | CCCP-82909          | Украјинска ССР         | Отписан         | 0         | Лоше слетање на аеродрому Лазурноје. Прекорачио писту и ударио у препону. | [ 122 ]                 |
| 19. август 1984.    | Аеродром Актјубинск        | Ил-86     | CCCP-86007          | Москва                 | Поправљен       | 0         | Превозио је путнике на линији Ташкент-Москва. НАкон полетања унутрашњи делови крила су почели снажно да вибрирају и покидали су се 75 секунди касније, оштетивши задњи део трупа. Хитно слетање извршено је у Актјубинску (данашњи Актобе) а авион се спустио брзином од 345 км/х , услед чега су пукле седам гуме на стајном трапу. | [ 123 ]                 |
| 16. септембар 1984. | Сарема                     | Ил-14ФК   | CCCP-91611          | Лењинград              | Отписан         | 0/10      | Авион је био на истраживачком лету када је дошло до квара на десном мотору. Капетан је одлучио да га спусти у Ирбов мореуз. | [ 124 ]                 |
| 4. октобар 1984.    | Павлодар                   | Aн-2T     | CCCP-35434          | Казашка ССР            | Отписан         | 0/6       | Током ниског лета изнад брдовитог терена авион је закачио у брдо левим точком и крилом након чега је изведено принудно слетање на аеродрому Шоптикол. Авион је отписан због већих оштећења. | [ 125 ]                 |
| 4. октобар 1984.    | Средњи Калар               | Aн-2Р     | CCCP-55763          | Источни Сибир          | Отписан         | 0         | Слетео је у тајгу након што је мотор отказао због залеђивања карбуратора. | [ 126 ]                 |
| 11. октобар 1984.   | Омск                       | Tу-154Б-1 | CCCP-85243          | Источни Сибир          | Отписан         | 178       | Приликом слетања на аеродрому Омск, у условима слабе видљивости, ударио је у два чистача снега и запалио се. Било је 179 особа у авиону од којих је 174 изгубило живот, а још 4 особе су изгубиле живот које су биле на месту несреће. | [ 127 ] [ 128 ]         |
| 4. децембар 1984.   | Кострома                   | Л-410MA   | CCCP-67225          | Централни              | Отписан         | 17/17     | Авион се срушио убрзо након полетања јер је посада била дезоријентисана у облацима. Превозио је путнике на линији Кострома-Иваново-Уљановск. | [ 129 ] [ 130 ]         |
| 18. децембар 1984.  | Аеродром Верхне Имбатскоје | Aн-2      | CCCP-07861          | Краснојарск            | Отписан         | 0         | Посада је изгубила контролу и авион се срушио приликом полетања. | [ 131 ]                 |
| 23. децембар 1984.  | Краснојарск                | Tу-154Б-2 | CCCP-85338          | Краснојарск            | Отписан         | 110/111   | Авион је доживео квар у једном од својих мотора убрзо након полетања са аеродрома Краснојарск, који се убрзо запалио, а инжењер лета је грешком искључио исправан. Ватра се проширила на репни део и посада је изгубила контролу над авионом након чега се срушио. Превозиоо је путнике на линији Краснојарск-Иркутск. | [ 132 ] [ 133 ]         |
| 29. децембар 1984.  | У близини Астрахана        | Л-410УВП  | CCCP-67140          | Северни Кавказ         | Отписан         | 0         | Приликом доливања горива у авион заборављено је да се затворе поклопци на резервоару. Убрзо након полетања авион је остао без горива и принудно је слетео 76 километара од Астрахана. | [ 134 ]                 |
| 1985.               | Сосноваја Росча            | Aн-2TП    | CCCP-32352          | Казашка ССР            | Отписан         | Непознато | Летелица је била снажно оштећена након што се преврнула и завршила на трупу. Авион је вероватно отписан. | [ 135 ]                 |
| 24. јануар 1985.    | Језеро Бјелоје             | Aн-2Р     | CCCP-19716          | Лењинград              | Отписан         | 0         | Срушио се на залеђеној површини језера Бјелоје. | [ 136 ]                 |
| 1. фебруар 1985.    | Минск                      | Tу-134AК  | CCCP-65910          | Белоруска ССР          | Отписан         | 58/80     | Срушио се убрзо након полетања, 10 километара од аеродрома Минск-2, због отказивања оба мотора. Превозио је путнике на линији Минск-Лењинград. | [ 137 ]                 |
| 25. март 1985.      | Аеродром Борогон           | Aн-2T     | CCCP-44905          | Јакутија               | Отписан         | 0/3       | За време полетања, заклопци су се повукли због кратког споја. Након што је достигао висину од 6–8 метара, авион је се срушио на снежном терену 250 метара од писте. Превозио је терет на линији Борогон-Тикси. | [ 138 ]                 |
| 3. мај 1985.        | Золочив                    | Tу-134A   | CCCP-65856          | Естонска ССР           | Отписан         | 94/94     | Ту-134A је превозио 79 путника на линији Талин–Лавов. На прилазу аеродрому Лавов, директно се сударио са авионом Совјетског ратног ваздухопловства, модел Антонов Ан-26, који је превозио 15 особа. Судар се догодио изнад Золочива на висини од око 4.000 метара, при чему су погинули сви путници оба авиона. | [ 139 ] [ 140 ] [ 141 ] |
| 3. мај 1985.        | Золочив                    | Aн-26     | CCCP-26492          | Непознато              | Отписан         | 94/94     | Ту-134A је превозио 79 путника на линији Талин–Лавов. На прилазу аеродрому Лавов, директно се сударио са авионом Совјетског ратног ваздухопловства, модел Антонов Ан-26, који је превозио 15 особа. Судар се догодио изнад Золочива на висини од око 4.000 метара, при чему су погинули сви путници оба авиона. | [ 139 ] [ 140 ] [ 141 ] |
| 11. мај 1985.       | Аеродром Кизил             | Aн-2TП    | CCCP-50553          | Краснојарск            | Отписан         | 0/2       | Скренуо са писте при слетању због проблема са кочницама. | [ 142 ]                 |
| 21. мај 1985.       | Тадибејаха                 | Aн-2      | CCCP-04326          | Тјумењ                 | Отписан         | 0/20      | Није успео да постигне висину након полетања, изгубио је брзину и слетео. Авион је имао десет илегалних путника. | [ 143 ]                 |
| 29. мај 1985.       | Аеродром Ржевка            | Aн-2Р     | CCCP-70218          | Лењинград              | Отписан         | 4/5       | Срушио се у близини аеродрома Ржевка током пробног лета. Мотор је изгубио снагу одмах након полетања. Током покушаја присилног слетања, авион је ударио у дрвеће и срушио се. | [ 144 ]                 |
| 10. јун 1985.       | Ставропољска Покрајина     | Aн-2Р     | CCCP-32028          | Узбечка ССР            | Отписан         | 2/3       | Срушио се током прскања усева. | [ 145 ]                 |
| 20. јун 1985.       | Момски рејон               | Aн-2TП    | CCCP-91783          | Јакутија               | Отписан         | 0         | Принудно је слетео убрзо након полетања са аеродрома Мома, јер није могао да постигне висину због преоптерећења. | [ 146 ]                 |
| 27. јун 1985.       | Судунтуј                   | Aн-2Р     | CCCP-84724          | Источни Сибир          | Отписан         | 0         | Слетео је након квара мотора због лошег квалитета горива. | [ 147 ]                 |
| 4. јул 1985.        | Бајкит                     | Aн-2Р     | CCCP-55710          | Краснојарск            | Отписан         | 0         | Полетео је преоптерећен са аеродрома Бајкит. Посада је покушала да се врати на аеродром, јер авион није могао да достигне висину, али су принудно слетели пре него што су стигли до аеродрома. | [ 148 ]                 |
| 7. јул 1985.        | Красњи Јар                 | Aн-2      | CCCP-06255          | Приволжск              | Отписан         | 0/2       | Током лета прскања усева, мотор је изгубио снагу због проблема са вентилима на седмом цилиндру. Посада је покушала присилно слетање, али авион је удариоу дрвеће и срушио се. | [ 149 ]                 |
| 10. јул 1985.       | Учкудук                    | Tу-154Б-2 | CCCP-85311          | Узбечка ССР            | Отписан         | 200/200   | Авион је превозио путнике на линији Ташкент–Карши–Оренбург–Лењинград. Срушио се у близини Учкудука док је био на другој деоници лета, када је посада на висини од 11.600 метара грешком смањила брзину што је довело до заустављања и пада авиона. Ова несрећа је по броју жртава најгора у којој је учествовао модел авиона Ту-154. | [ 150 ]                 |
| 15. јул 1985.       | Селитреноје                | Aн-2Р     | CCCP-55706          | Грузијска ССР          | Отписан         | 0/2       | Мотор се покварио током лета на прскању усева. Изгубио је висину и током покушаја слетања ударио у зграду. | [ 151 ]                 |
| 1. септембар 1985.  | Јункор                     | Aн-2П     | CCCP-01789          | Јакутија               | Отписан         | 0         | Тешко слетање након квара мотора. Ручица за управљање мотором се искључила због неисправног одржавања док је био на завршном прилазу аеродрому. | [ 152 ]                 |
| 11. октобар 1985.   | У близини Кутаисија        | Јак-40    | CCCP-87803          | Грузијска ССР          | Отписан         | 14/14     | Срушио се на планински терен, 97 километара западно од Кутаисија, када је летео на малој надморској висини у лошем времену, пратећи индикације контролора ваздушног саобраћаја. Превозио је путнике на линији Кутаиси-Поти. | [ 153 ] [ 154 ]         |
| 14. октобар 1985.   | Уст-Маја                   | Л-410M    | CCCP-67264          | Јакутија               | Отписан         | Непознато | Срушио се у реку убрзо након полетања са аеродрома Уст-Маја. | [ 155 ]                 |
| 19. децембар 1985.  | Ганан                      | Aн-24Б    | CCCP-42845          | Јакутија               | Без оштећења    | 0/51      | Авион је отео човек који је тражио да посада промени курс. Авиону је понестало горива и слетео је на пашњак у близини Ганана у Кини. Кинеске власти су ухапсиле отмичаре, а летелица и 43 путника су враћени у Совјетски Савез. Авион је превозио путнике на линији Јакутск-Тахтамигда-Чита-Иркутск. | [ 156 ]                 |
| 6. фебруар 1986.    | Саранск                    | Aн-26Б    | CCCP-26095          | Белоруска ССР          | Отписан         | 0/6       | Срушио се убрзо након полетања са аеродрома Саранск, када је главни пилот извршио силовити маневар избегавања, јер је грешком помешао црвена светла локализатора и унутрашњег сигнала са светлосним сигналом долазећег авиона, након чега је изгубио контролу над авионом. | [ 157 ]                 |
| 17. фебруар 1986.   | Филипијев ледник           | Ил-14M    | CCCP-41816          | Централни              | Отписан         | 6/6       | Нестало му је горива кад је наишао на јаче ветрове од очекиваних док је превозио терет на Антарктику између станице Молодјожнаја и станице Мирњи, срушивши се на падину Филипијевог ледника приликом покушаја хитног слетања. | [ 158 ]                 |
| 2. март 1986.       | Бугуљма                    | Aн-24Б    | CCCP-46423          | Централни              | Отписан         | 38/38     | Срушио се приликом прилаза аеродрому Бугуљма због квара пропелера, превозио је путнике из Чебоксарија. | [ 159 ] [ 160 ]         |
| 30. март 1986.      | Острво Грејма Бела         | Ил-14     | CCCP-04117          | Непознато              | Отписан         | Непознато | Ударио у залеђени снег при полетању. | [ 161 ]                 |
| 18. април 1986.     | Казањ                      | Јак-40    | CCCP-87236          | Приволжск              | Отписан         | 0         | Структурни квар на аеродрому Казањ. | [ 162 ]                 |
| 18. април 1986.     | Аеродром Чита              | Јак-40    | CCCP-87301          | Јакутија               | Отписан         | 0/32      | Током слетања десни точак је откинут због дотрајалости. Десно крило је додирнуло писту, а авион је слетео са писте. | [ 163 ]                 |
| 13. мај 1986.       | Ледоваја база              | Aн-12TБ   | CCCP-12962          | Краснојарск            | Отписан         | 0         | Авион је пропао у море након што је пукао лед над којим је стајао, 53 километра од Острва Грејма Бела. | [ 164 ]                 |
| 17. мај 1986.       | У близини Ханти-Мансијска  | Јак-40    | CCCP-87928          | Јакутија               | Отписан         | 5/5       | Након поправке стајног трапа изведен је пробни лет. Током полетања пукло је лево крило и ударило у реп након чега се авион срушио 19 километара од Ханти-Мансијска. | [ 165 ]                 |
| 21. мај 1986.       | Москва                     | Tу-154Б-2 | CCCP-85327          | Краснојарск            | Отписан         | 0         | Посада је заборавила да укључи систем против замрзавања након полетања из Чељабинска. На прилазу аеродрому Домодедлово због залеђивања посада је повећала снагу мотора, и упркос већој брзини успела безбедно да спусти авион. Међутим авион је отписан због оштећења која је претрпео током слетања при великој брзини. | [ 166 ]                 |
| 6. јун 1986.        | Сангар                     | AН-2TП    | CCCP-29348          | Јакутија               | Отписан         | 0/10      | На путу између Кобјаја и Сангара мотор је изгубио снагу на висини од 550 метара, а принудно слетање извршено је у мочварној шуми. Квар мотора је проузрокован лошим поправкама. | [ 167 ]                 |
| 22. јун 1986.       | Пенза                      | Tу-134A   | CCCP-65142          | Приволжск              | Отписан         | 1/59      | Неуспело полетање на аеродрому у Пензи, авион је завршио у јарку. Путник је умро од срчаног удара. Превозио је путнике на линији Пенза – Симферопољ. | [ 168 ]                 |
| 2. јул 1986.        | Копса                      | Tу-134AК  | CCCP-65120          | Комија                 | Отписан         | 54/92     | Срушио се 75 километара југозападно од Сиктивкара након што је ударио у дрвеће приликом покушаја принудног слетања због пожара у складишту терета. Авион је превозио путнике на линији Воркута-Сиктивкар – Москва. | [ 169 ]                 |
| 11. јул 1986.       | Непознато                  | Aн-2Р     | CCCP-70124          | Јакутија               | Отписан         | Непознато | Срушио се у шуми. | [ 170 ]                 |
| 11. август 1986.    | Планина Кондер             | Aн-2Р     | CCCP-40902          | Далеки исток           | Отписан         | 2/4       | Авион је једним крилом закачио дрвеће када је пилот покушао да избацио пошту. | [ 171 ]                 |
| 20. септембар 1986. | Аеродром Уфа               | Tу-134    | Непознато           | Непознато              | Поправљен       | 4/78      | Авион је био паркиран на аеродрому Уфа, припремао се за лет за Нижневартовск. Двојица наоружаних мушкараца, бежећи од полиције, отворили су ватру док су покушавали да заузму авион, усмртивши два путника пре него што су их снаге безбедности убиле у пуцњави. Отмичари су раније пуцали и убили два полицајца која су покушала да их ухапсе након што су украли такси и приморали возача да их одведе на аеродром.                                                                          | [ 172 ]                 |
| септембар 1986.     | Москва                     | Јак-42    | CCCP-42536          | Централни              | Отписан         | 0         | Уништен у пожару који је изазвао удар грома док је стајао на аеродрому Биково. Авион су користиле снаге безбедности за обуку. | [ 173 ]                 |
| 9. октобар 1986.    | Тикси                      | Aн-2Р     | CCCP-02592          | Јакутија               | Отписан         | Непознато | Срушио се на падини брда, на лету од Таимилира до Тиксија. | [ 174 ]                 |
| 20. октобар 1986.   | Кујбишев                   | Tу-134A   | CCCP-65766          | Северни Кавказ         | Отписан         | 70/92     | Склизнуо са писте након тешког слетања на аеродром Кујбишев, распао се и запалио се. Превозио је путнике на линији Свердловск-Кујбишев. | [ 175 ]                 |
| 12. децембар 1986.  | Берлин                     | Tу-134A   | CCCP-65795          | Белоруска ССР          | Отписан         | 72/82     | Услед лоше видљивости ударио је у дрвеће приликом прилаза аеродрому Шенефелд, и срушио се у шуми 3 километра од писте. Превозио је путнике на међународној линији Минск-Берлин. | [ 176 ]                 |
| 31. децембар 1986.  | Черњенко                   | Л-410УВП  | CCCP-67428          | Краснојарск            | Отписан         | 0         | Оштећен након оправке на аеродрому. | [ 177 ]                 |
| 16. јануар 1987.    | Ташкент                    | Јак-40    | CCCP-87618          | Узбечка ССР            | Отписан         | 9/9       | Срушио се убрзо након полетања са аеродрома Јужни услед јаких турбуленција насталих након што је полетео Иљушин Ил-76 неколико тренутака раније. Превозио је путнике на линији Ташкент–Шахрисаб. | [ 178 ]                 |
| 25. јануар 1987.    | Аеродром Тарногски Городок | Јак-40    | CCCP-87696          | Северни                | Отписан         | 0/26      | Током полетања управљачке команде су отказале. Летелица је скренула са писте и ударила у насип. | [ 179 ]                 |
| 7. фебруар 1987.    | Свердловсак                | Aн-12TБ   | CCCP-11378          | Магадан                | Отписан         | Непознато | Отписано на аеродрому Свердловск под неодређеним околностима. | [ 180 ]                 |
| 6. март 1987.       | Алма-Ата                   | Aн-26     | CCCP-26007          | Таџичка ССР            | Отписан         | 9/9       | Ударио је у планину на висини од 2.370 метара, удаљену 56 километара од Алма-Ате, убрзо након што је полетео са аеродрома Алма-Ата на теретном лету. | [ 181 ]                 |
| 24. април 1987.     | Арктички океан             | Aн-2      | CCCP-62566          | Јакутија               | Отписан         | 0         | Слетео на замрзнуто језеро након чега је лед пукао. | [ 182 ]                 |
| април 1987.         | Непознато                  | Aн-2Р     | CCCP-56436          | Северни Кавказ         | Отписан         | Непознато | Срушио се. | [ 183 ]                 |
| 23. мај 1987.       | Хандига                    | Aн-26     | CCCP-26567          | Јакутија               | Отписан         | Непознато | Срушио се испред писте. | [ 184 ]                 |
| 27. мај 1987.       | Остергарншолм              | Aн-2Р     | CCCP-70501          | Летонска ССР           | Отписан         | 0/1       | Авион је украо пилот који је тражио политички азил, одлетео је авионом из Салдуса у Шведску, слетео у Остергарншолм на острву Готланд. Авион се сада налази у музеју ваздухопловства у Висбију. | [ 185 ] [ 186 ] [ 187 ] |
| 13. јун 1987.       | Непознато                  | Л-410M    | CCCP-67239          | Јакутија               | Отписан         | Непознато | Учествовао у приземној незгоди са још два Aн-2 (CCCP-70129 и CCCP-84655). | [ 188 ]                 |
| 19. јун 1987.       | Бердјанск                  | Јак-40    | CCCP-87826          | Украјинска ССР         | Отписан         | 8/29      | Одступио од руте током прилаза аеродрому Бердјанск, ударио у препреку и запалио се. Превозио је путнике на линији Одеса-Бердјанск. | [ 189 ]                 |
| 20. јул 1987.       | Непознато                  | Aн-2TП    | CCCP-40556          | Јакутија               | Отписан         | Непознато | Стајни трап се покидао приликом слетања. | [ 190 ]                 |
| 21. јул 1987.       | Непознато                  | Aн-2TП    | CCCP-02763          | Јакутија               | Отписан         | Непознато | Срушио се у пољу током прскања усева. | [ 191 ]                 |
| 23. јул 1987.       | Иваново                    | Tу-134A-3 | CCCP-65874          | Украјинска ССР         | Отписан         | Непознато | Непознато | [ 192 ]                 |
| 14. август 1987.    | Уст-Нем                    | Aн-28     | CCCP-28741          | Комија                 | Отписан         | 0         | Тешко слетање. | [ 193 ]                 |
| 22. август 1987.    | Новосибирск                | Aн-2Р     | CCCP-01641          | Западни Сибир          | Отписан         | 0/14      | Принудно слетање у шуми након квара мотора. | [ 194 ]                 |
| 28. август 1987.    | Алисово                    | Aн-2      | Непознато           | Украјинска ССР         | Отписан         | 0/2       | Изгубио снагу приликом полетања и присилно слетео у јарак. | [ 195 ]                 |
| 7. септембар 1987.  | Омск                       | Aн-12TБ   | CCCP-12971          | Магадан                | Отписан         | Непознато | Непознато | [ 196 ]                 |
| 24. септембар 1987. | Јакутск                    | Л-410MУ   | CCCP-67249          | Јакутија               | Отписан         | 0         | Неуспело полетање са аеродрома Јакутск. | [ 197 ]                 |
| 18. октобар 1987.   | Саратов                    | Л-410УВП  | CCCP-67334          | Приволжск              | Отписан         | 0         | Слетео на труп на аеродрому Саратов. | [ 198 ]                 |
| 15. децембар 1987.  | Пјатигорск                 | Aн-2Р     | CCCP-06324          | Северни Кавказ         | Отписан         | Непознато | Срушио се. | [ 199 ]                 |
| 18. јануар 1988.    | Красноводск                | Tу-154Б-1 | CCCP-85254          | Туркменска ССР         | Отписан         | 11/143    | Авион је превозио путнике на линији Москва–Красноводск. Тешко слетање на аеродрому Красноводск довело је до одвајања репног дела од трупа авиона. | [ 200 ] [ 201 ] [ 202 ] |
| 24. јануар 1988.    | Нижњевартовск              | Јак-40    | CCCP-87549          | Приволжск              | Отписан         | 27/31     | Током полетања са аеродрома Нижњевартовск отказали су мотори након чега је авион изгубио брзину и срушио се. Превозио је путнике на линији Нижњевартовск–Тјумењ. | [ 200 ] [ 203 ] [ 204 ] |
| 26. фебруар 1988.   | Саскилах                   | Aн-2Р     | CCCP-01648          | Јакутија               | Отписан         | Непознато | Непознато | [ 205 ]                 |
| 27. фебруар 1988.   | Сургут                     | Tу-134AК  | CCCP-65675          | Белоруска ССР          | Отписан         | 20/51     | Авион је превозио путнике на линији Тјумењ–Сургут. Имао је тешко слетање на аеродрому Сургут, након чега се запалио. | [ 200 ] [ 206 ] [ 207 ] |
| 8. март 1988.       | Лењинград                  | Tу-154Б-2 | CCCP-85413          | Источни Сибир          | Отписан         | 9         | Авион је превозио путнике на линији Иркутск–Лењинград када га је отела породица са захтевом да одлете за Уједињено Краљевство. Руске трупе заузеле су авион када су слетели на аеродрому Пулково. У акцији је убијено 5 отмичара, 3 путника и стјуардеса. Авион је претрпео велику штету на репном делу и отписан је. | [ 208 ] [ 209 ]         |
| 19. април 1988.     | Багдарин                   | Л-410УВП  | CCCP-67518          | Источни Сибир          | Отписан         | 17/17     | Ударио је у брдо у мећави, у близини Багдарина, док је превозио путнике на линији Муја–Багдарин. | [ 210 ] [ 211 ]         |
| 19. април 1988.     | Улан-Уде                   | Л-410УВП  | CCCP-67431          | Источни Сибир          | Отписан         | Непознато | Срушио се на аеродрому Улан-Уде. | [ 212 ]                 |
| 9. јун 1988.        | Тобољск                    | Aн-2Р     | CCCP-70121          | Тјумењ                 | Отписан         | 2/2       | Срушио се и запалио, на 15,4 километра од Тоболска, након што је ударио врх димњака. | [ 213 ]                 |
| 12. јун 1988.       | Александрија               | Aн-2TП    | CCCP-32267          | Украјинска ССР         | Отписан         | 0/15      | Присилно је слетео након избијања пожара на мотору због преоптерећења на јакој киши док је био на путу из Ровна за Владимирец. | [ 214 ]                 |
| 8. јул 1988.        | Хабаровск                  | Aн-24РВ   | CCCP-46669          | Далеки исток           | Отписан         | Непознато | Ударио у зграду након што је прекорачио писту при полетању са аеродрома Хабаровск. | [ 215 ]                 |
| 9. јул 1988.        | Непознато                  | Aн-2П     | CCCP-07791          | Централни              | Отписан         | 0         | Ударио је у тло након што је пилот ненамерно померио волан. | [ 216 ]                 |
| 22. јул 1988.       | Непознато                  | Aн-2      | Непознато           | Непознато              | Отписан         | 0         | Изгубио је контролу када је ушао у турбуленције на малој надморској висини. | [ 217 ]                 |
| 12. август 1988.    | Непознато                  | Aн-2Р     | CCCP-35677          | Украјинска ССР         | Отписан         | 0         | Неколико минута након полетања принудно је слетео након нестанка горива. | [ 218 ]                 |
| 26. август 1988.    | Кистатјам                  | Aн-2П     | CCCP-01788          | Јакутија               | Отписан         | 1/4       | Срушио се у близини Кистатјама док је био на извиђачком лету дуж реке Лене. | [ 219 ]                 |
| 26. август 1988.    | Иркутск                    | Л-410МУ   | CCCP-67235          | Јакутија               | Отписан         | 4/4       | Срушио се на падини планине током приласка аеродрому Иркутск. Посада је неправилно одредила висину током приласка, умор посаде је такође био фактор. Авион је превозио путнике на нередовној линији Киренск–Иркутск. | [ 220 ]                 |
| 21. септембар 1988. | Аијкан                     | Aн-2ТП    | CCCP-70848          | Далеки исток           | Отписан         | 2/2       | Ударио у планину на висини од 1.350 метара, 10 километара источно од Аијкана. | [ 221 ]                 |
| 24. септембар 1988. | Алеп                       | Tу-154Б-2 | CCCP-85479          | Јерменска ССР          | Отписан         | 0/168     | Срушио се на писти аеродрома Алеп услед квара стајног трапа. Превозио је путнике на међународној линији Јереван-Алеп. | [ 222 ]                 |
| 24. септембар 1988. | Непознато                  | Aн-2Р     | CCCP-84657          | Јакутија               | Отписан         | Непознато | Срушио се у речном кориту. | [ 223 ]                 |
| 4. октобар 1988.    | Батагај                    | Aн-12БП   | CCCP-11418          | Јакутија               | Отписан         | 6/6       | Срушио се на планини на прилазу аеродрому Батагај, 25 километара од града. Авион је превозио терет у Тиксију. | [ 224 ]                 |
| 14. октобар 1988.   | Непознато                  | Aн-2Р     | CCCP-32612          | Јакутија               | Отписан         | Непознато | Принудно слетање на тешком терену. | [ 225 ]                 |
| 31. октобар 1988.   | Белаја Гора                | Aн-2TП    | CCCP-32325          | Јакутија               | Отписан         | Непознато | Тешко слетање. | [ 226 ]                 |
| 7. децембар 1988.   | Кодинск                    | Л-410УВП  | CCCP-67127          | Краснојарск            | Отписан         | 6/14      | Срушио се када је ударио у земљу при прилазу Кодинску, а превозио је путнике из Краснојарска. | [ 227 ]                 |
| 13. децембар 1988.  | Нарјан-Мар                 | Aн-2Р     | CCCP-06266          | Архангељск             | Отписан         | 0         | Срушио се. Авион је био преоптерећен, а равнотежа је била ван граница. | [ 228 ]                 |
| 1989.               | Твер-Смејево               | Aн-2Р     | CCCP-70087          | Централни              | Отписан         | Непознато | Срушио се. | [ 229 ]                 |
| 13. јануар 1989.    | Свердловск                 | Aн-12Б    | CCCP-12997          | Урал                   | Отписан         | 0         | Оба десна мотора су отказала убрзо након полетања са аеродрома Колтсово. Посада је одлучила да се врати на аеродром поласка. Током слетања, авион је захватио пламен након што је одскочио од писте и скренуо са ње. | [ 230 ]                 |
| 13. јануар 1989.    | Монровија                  | Tу-154С   | CCCP-85067          | Међународни            | Отписан         | 0         | Није успео да се полети са међународног аеродрома Робертс, прекорачио је писту и срушио се у јарку. Авион је био преоптерећен и товар није био правилно распоређен. Превозио је терет на линији Монровија –Бамако. | [ 231 ]                 |
| 26. јануар 1989.    | Поларна станица Мирни      | АВИА 14   | CCCP-52066          | Централни              | Отписан         | 3/3       | Изгорео је током доливања горива. | [ 232 ]                 |
| 22. април 1989.     | Татарски                   | Aн-2Р     | CCCP-70080          | Приволжск              | Отписан         | 0/3       | Док је био на позиционом лету за државну фарму, пилот је покушао да изврши хитно слетање, сматрајући да је земља замрзнута. Авион је изгубио брзину, зауставио се преко левог крила и срушио се. | [ 233 ]                 |
| 1. мај 1989.        | Сеченово                   | Aн-2Р     | CCCP-70225          | Приволжск              | Отписан         | 5/5       | Срушио се док је учествовао у паради прославе празника рада. | [ 234 ]                 |
| 11. мај 1989.       | Долбизно                   | Aн-2Р     | CCCP-54891          | Белоруска ССР          | Отписан         | 4/4       | Авион је прскао усеве за колективну фарму "Русија" са два путника. Контрола је изгубљена у наглом заокрету на висини од 15–20 метара , а летелица се срушила и изгорела. Посада је очигледно била пијана. | [ 235 ]                 |
| 6. јул 1989.        | Рт Шмит                    | Ил-14M    | CCCP-61788          | Јакутија               | Отписан         | 0         | Срушио се у плитким водама услед губитка снаге у једном од мотора убрзо након полетања са аеродрома „Рт Шмит“. Био је на извиђачком лету. | [ 236 ]                 |
| 19. јул 1989.       | Таловрово острво           | Aн-26     | CCCP-26685          | Јакутија               | Отписан         | 10/10     | Авион је био на извиђачком лету дуж обале Источносибирског мора, од рта Шмит до аеродрома Певек, када је једним крилом закачио обалне литице, услед чега се срушио. | [ 237 ]                 |
| 14. август 1989.    | Нерјунгри                  | Јак-40    | CCCP-88252          | Јакутија               | Отписан         | 0         | Током слетања на мокрој писти изврнуо се на бок на аеродрому Нерјунгри, а летео је из Чите. | [ 238 ]                 |
| 28. август 1989.    | Лабинск                    | Л-410УВП  | CCCP-67104          | Северни Кавказ         | Отписан         | Непознато | Тешко слетање. | [ 239 ]                 |
| 2. септембар 1989.  | Бишкек                     | Јак-40    | CCCP-87509          | Киргиска ССР           | Отписан         | 0         | Тешко слетање на аеродрому Бишкек. | [ 240 ]                 |
| 15. септембар 1989. | Џалал-Абад                 | Јак-40    | CCCP-87391          | Киргиска ССР           | Отписан         | 0/30      | Одскочио је неколико пута од писте током слетања. | [ 241 ]                 |
| 2. октобар 1989.    | Јар-Сале                   | Aн-2T     | CCCP-33078          | Тјумењ                 | Отписан         | 0         | На лету преко полуострва Иамал мотор се покварио. Извршено је принудно слетање у тундри, оштетивши стајни трап, пропелер и доња крила. | [ 242 ]                 |
| 4. октобар 1989.    | Степногорск                | Aн-24РВ   | CCCP-46525          | Казашка ССР            | Отписан         | 0/51      | Прекорачио је писту приликом слетања и ударио је у бетонски стуб. | [ 243 ]                 |
| 20. октобар 1989.   | Ленинакан                  | Ил-76ТД   | CCCP-76466          | Уљановска школа летења | Отписан         | 25/25     | Срушио се на терен при прилазу аеродрому Лењинакан, пратећи погрешно подешен висиномер авиона. Авион је био на тренажном лету превоза терета између Уљановска и Ленинакана. | [ 244 ]                 |
| 21. новембар 1989.  | Тјумењ                     | Aн-24Б    | CCCP-46335          | Урал                   | Отписан         | 34/42     | Авион је превозио путнике на линији Перм–Тјумењ када се срушио јер је ударио у врхове дрвећа на прилазу аеродрому. | [ 245 ] [ 246 ]         |
| 24. новембар 1989.  | Џамбул                     | Aн-2      | CCCP-44953          | Казашка ССР            | Отписан         | 1/12      | Након полетања авион је ушао у облаке што је довело до залеђивања. Мотори су изгубили снагу. Посада је одлучила да се врати на аеродром. Авион је изгубио брзину и срушио се у близини аеродрома. Превозио је путнике на линији Џамбул-Жежазган. | [ 247 ]                 |

## Галерија
- Аерофлотов Тупољев Ту-154Б-1 на аеродрому Цирих. (1982)
- Аерофлотов  Ил-62M на  аеродрому Орли, Париз, Француска. (1977)
- Аерофлотов Тупољев Ту-134A-3 на Евроаеродрому. (1985)
- Аерофлотов Тупољев Ту-154Б-2 на Евроаеродрому. (1985)
- Иљушин Ил-14M на аеродрому Ржевка. (1992)
- Аерофлотов Иљушин Ил-76TД на Евроаеродрому. (1985)

### Белешке
1. ↑  Првобитно извештено да је у питању CCCP-87893.
2. ↑  Број погинулих варира од 51,[20], 52[21], 73[22], и 74.[23]
3. ↑  Подаци о стварном броју путника разликују се за једног путника, постоји и одступање у датуму несреће од једног дана.[70][78]
4. ↑   Постоји разлика у датуму настанка несреће, према неким извештајима догодила се 11. октобра,[127] а према другим 15. октобра.[128]
5. ↑   Такође је извештено да је једно од возила у које је ударио авион била цистерна за гориво.[128]
6. ↑   Постоји разлика у броја путника у авиону, према неким извештајима било их је 104.[200]
7. ↑  Број смртних случајева за овај случај отмице варира у зависности од извора, креће се од четири,[208] до девет.[209]
8. ↑  Постоји разлика у датуму настанка несреће у зависности од извора.[210][211]